# Cyclemys
Cyclemys Bell, 1834 è un genere della famiglia dei Geoemididi. Le tartarughe ad esso ascritte sono originarie dell'Asia sud-orientale e della parte orientale dell'Asia meridionale.

## Tassonomia
Comprende le seguenti specie:
- Cyclemys atripons Iverson & McCord, 1997 - tartaruga foglia dal ponte nero occidentale
- Cyclemys dentata (Gray, 1831) - tartaruga foglia asiatica
- Cyclemys enigmatica Fritz, Guicking, Auer, Sommer, Wink & Hundsdörfer, 2009 - tartaruga foglia enigmatica
- Cyclemys fusca Fritz, Guicking, Auer, Sommer, Wink & Hundsdörfer, 2009 - tartaruga foglia del Myanmar
- Cyclemys gemeli Fritz, Guicking, Auer, Sommer, Wink & Hundsdörfer, 2009 - tartaruga foglia dell'Assam
- Cyclemys oldhami Gray, 1863 - tartaruga foglia dell'Asia sud-orientale
- Cyclemys pulchristriata Fritz, Gaulke & Lehr, 1997 - tartaruga foglia dal ponte nero orientale